# Klinikum Altmühlfranken

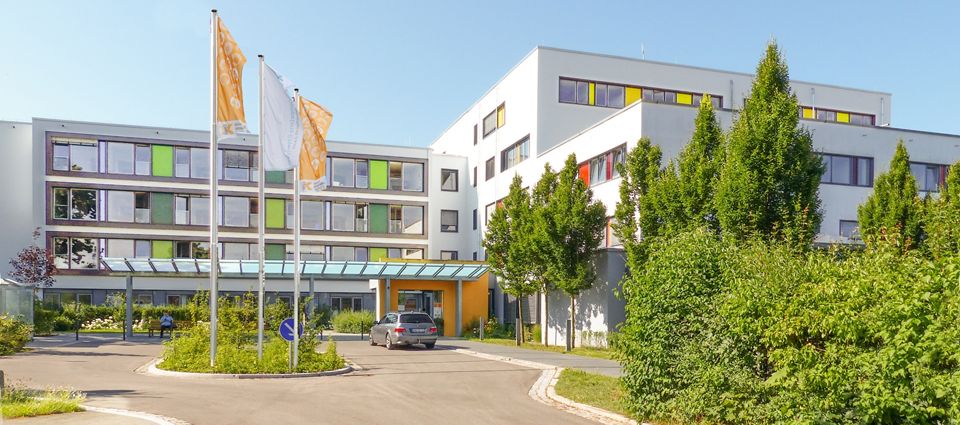
Außenansicht Klinikum Altmühlfranken Gunzenhausen

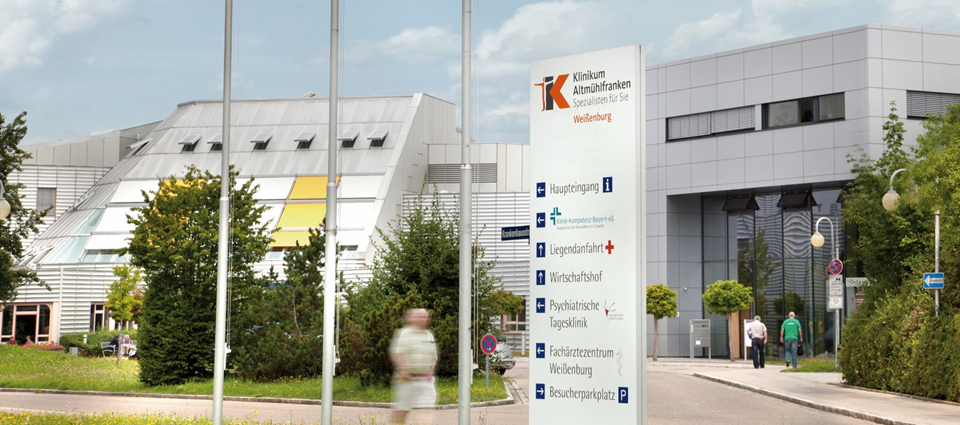
Außenansicht Klinikum Altmühlfranken Weißenburg

Das Klinikum Altmühlfranken ist ein kommunales Krankenhausunternehmen und eine Anstalt des öffentlichen Rechts mit Sitz in Weißenburg in Bayern. Träger des Klinikums Altmühlfranken ist der Landkreis Weißenburg-Gunzenhausen. Es entstand 2002 aus der Zusammenlegung der beiden Kreiskrankenhäuser des Landkreises, die seit 2013 den neuen gemeinsamen Namen Klinikum Altmühlfranken tragen. Als größter Gesundheitsdienstleister des Landkreises versorgt das Klinikum Altmühlfranken mit 430 Betten und über 1.000 Mitarbeitenden jährlich rund 36.000 Patienten in und um Altmühlfranken auf dem medizinischen Niveau eines Hauses der Schwerpunktversorgung.
Am Standort Gunzenhausen-Reutberg (Lage) ist das Klinikum auf die Fachrichtungen Kardiologie und Innere Medizin, Orthopädie, Unfall-, Hand- und Wirbelsäulenchirurgie, Anästhesie und Intensivmedizin, Geriatrie sowie die Belegabteilung HNO spezialisiert. Darüber hinaus ist eine Geriatrische Rehabilitationseinrichtung mit 30 Plätzen angegliedert.
Die Weißenburger Klinik befindet sich seit 1985 in der Krankenhausstraße unweit der Bundesstraße 2 (Lage). In Weißenburg liegen die Schwerpunkte auf den Fachrichtungen Gastroenterologie und Innere Medizin, Viszeral-, Thoraxchirurgie, Proktologie und Ernährungsmedizin, Anästhesie und Intensivmedizin. Ferner gibt es die Belegabteilungen Gynäkologie mit Geburtshilfe, HNO, Innere Medizin/Onkologie sowie Urologie.
Darüber hinaus werden an vier Standorten ambulante Leistungen in der Tochtergesellschaft MVZ Altmühlfranken angeboten.